# Taxus masonii
Taxus masonii is een uitgestorven conifeer van het geslacht Taxus. Taxus masonii kwam voor in Noord- en Centraal-Oregon in het Eoceen. De soort is voor het eerst beschreven aan de hand van in hoornsteen gefossiliseerde zaden.